# Neurocisticercosi

Imatge d'una ressonància magnètica d'un pacient amb neurocisticercosi mostrant múltiples cisticercis al cervell.

La neurocisticercosi és una forma específica de la malaltia infecciosa cisticercosi que és causada per una infecció per la tènia de l'home, un cestode que es troba en porcs. La neurocisticercosi es dona quan els cists formats pel creixement infecciós es desenvolupen dins el cervell causant síndromes neurològics com atacs epilèptics. S'ha anomenat "epidèmia amagada" ("hidden epidemic" en anglès)" i "podria dir-se que és la malaltia paràsita més comuna del sistema nerviós humà".
Als Estats Units, la cisticercosi, que sovint es presenta en forma de neurocisticercosi, s'ha classificat com una "malaltia tropical desatesa" que acostuma a afectar gent pobra i sense sostre. La neurocisticercosi afecta més freqüentment el còrtex cerebral seguit pel cerebel. La glàndula pituïtària rarament és afectada per la neurocisticercosi. Els cists rarament s'ajuntaran i formaran un patró similar a un arbre conegut com a neurocisticercosi racemosa, que aleshores implicarà la glàndula pituïtària podent resultar en deficiències de múltiples hormones pituïtàries.